# 池田純
池田 純（いけだ じゅん、1976年1月23日 - ）は、日本の実業家。有限会社プラスJオーナー。
株式会社ディー・エヌ・エー（DeNA）執行役員。プロ野球横浜DeNAベイスターズ初代代表取締役社長、日本プロサッカーリーグ（Jリーグ）特任理事、株式会社大戸屋ホールディングス社外取締役、株式会社リブセンス社外取締役。、「Number Sports Business College」発起人、クラフトビール「Weekend Journey」発起人、スポーツ庁参与。さいたまスポーツコミッション会長、B3リーグさいたまブロンコスオーナー兼取締役などを歴任。

## 人物
1976年1月23日、北海道出身。小学校3年生時に北海道から神奈川県横浜市戸塚区（現在の泉区地域）へ転居。横浜市立いずみ野小学校、横浜市立いずみ野中学校と、横浜市の小中学校を卒業。小学校6年生の時には水泳でジュニアオリンピックに出場するほどであったという。神奈川県立鎌倉高等学校を経て、早稲田大学卒業。
大学卒業後は住友商事、博報堂と2度転職を経験した後、2007年1月にディー・エヌ・エー (DeNA) に入社。2009年4月に執行役員マーケティングコミュニケーション室長に就任。その後、2010年4月1日にNTTドコモとDeNAとの合弁会社であるエブリスタの代表取締役社長に就任。
2011年12月2日、東京放送ホールディングスが所有していたプロ野球球団：横浜ベイスターズをDeNAが買収したことに伴い、同球団代表取締役社長に就任した。大洋ホエールズ時代からのファンであり（カルロス・ポンセや屋鋪要、ジム・パチョレックが好きだったという）、DeNAが球界参入を決定する以前から志願しての就任であったという。球団社長就任時点では35歳で当時NPB12球団で最年少の球団社長であった。
球団社長に就任する直前、ベイスターズは球場の稼働率が50%を切り20億円を超える赤字を生じていたが、初年度から球場を訪れる観客の傾向を探り、集客のための様々なイベントを企画するなど社内改革に着手。さらに2016年にはホームスタジアムである横浜スタジアムの運営会社を株式公開買付け (TOB) で球団の傘下に収めて球団の収益力を上げ、5年間でスタジアムの稼働率を90%以上に上げ、黒字転換を達成するまでに観客動員を増やして球団初のクライマックスシリーズ進出を陰で支えた。
2016年10月16日に行われた取締役会において、任期満了に伴う同日限りでの退任が決まり、球団を離れることとなった。後任は取締役（横浜スタジアム代表取締役社長）の岡村信悟が就任する。

同年12月13日付で、（公社）日本プロサッカーリーグの特任理事に就任した。
2017年4月、日本ラグビーフットボール協会特任理事に就任。同年8月、川崎ブレイブサンダースを友好的買収する報道が出る。同年11月、一般社団法人ジャパンエスアールCBO（Chief Branding Officer）に就任。
2020年3月7日、B3リーグに所属するさいたまブロンコス（発表時は埼玉ブロンコス）のオーナー兼取締役に就任することが発表された。
2023年4月1日、U-NEXTにて開始されるプロボクシング中継番組『WHO'S NEXT DYNAMIC GLOVE on U-NEXT』のスペシャルアドバイザーに就任。

## テレビ出演
ユアタイム（フジテレビ、2017年2月14日）- スタジオインタビューゲスト、

## 著書
- 『空気のつくり方』（幻冬舎、2016年8月30日）
- 『しがみつかない理由』（ポプラ社、2016年12月13日）
- 『横浜ストロングスタイル』（文藝春秋、2019年11月13日）